# Bruno Giuranna
Pour les articles homonymes, voir Giuranna.
Bruno Giuranna est un altiste et chef d'orchestre italien né le 6 avril 1933 à Milan.

## Biographie
Bruno Giuranna naît le 6 avril 1933 à Milan,.
Fils de la compositrice Barbara Giuranna, il commence son apprentissage musical à Rome, où il est élève à l'Académie Sainte-Cécile de Vittorio Emanuele et Mario Corti (it) en violon, et de Remy Principe et G. Leone en alto,.
Il connaît dès ses années de jeunesse une réputation internationale à l'alto et à la viole d'amour et réalise de nombreuses tournées en Europe, en Amérique, en Afrique et en Orient. En 1954, il joue en soliste sous la direction de Karajan,.
Comme chambriste, Bruno Giuranna fait partie des membres fondateurs d'I Musici (1952-1961) et forme avec Franco Gulli (it) et Amadeo Baldovino le Trio à cordes italien (it),.
Comme pédagogue, il est professeur au Conservatoire de Milan entre 1961 et 1965, à l'Académie Sainte-Cécile de Rome entre 1965 et 1972, puis à l'Académie Chigiana de Sienne à partir de 1966 et à la Hochschule de Detmold de 1969 à 1972,.
Entre 1978 et 1980, Giuranna est membre du Quatuor Végh. S'étant également tourné vers la direction d'orchestre, il est entre 1983 et 1991 directeur artistique de l'Orchestre de Padoue-Vénétie. En 1982, il est nommé professeur à la Hochschule für Musik de Berlin, et forme à partir de 1985 un trio à cordes avec Anne-Sophie Mutter et Mstislav Rostropovitch,. 
Entre 1991 et 1993, il est directeur artistique des Musicades de Lyon. 
Comme interprète, Bruno Giuranna est le créateur de plusieurs œuvres, de Giorgio Federico Ghedini (Musica da concerto pour alto et cordes, 1954) et Flavio Testi (Musica da concerto no 6, 1971), notamment. Après avoir joué sur un alto de Carlo Tononi (1690), il utilise un alto Domenico Busan (Venise, 1780) et un alto Michele Deconet (en) (Venise, 1766),,. 